# 希格德姆鎮區 (明尼蘇達州波爾克縣)
希格德姆鎮區（英語：Higdem Township）是位於美國明尼蘇達州波爾克縣的一個行政鎮區。

## 歷史
希格德姆鎮區於1879年設立，得名自縣政府專員阿恩·O·希格德姆（Arne O. Higdem）。

## 地方資料
希格德姆鎮區的面積為60.49平方千米，當中陸地面積為60.13平方千米，而水域面積為0.35平方千米。根據2020年美國人口普查的數據，當地共有人口83人，而人口密度為每平方千米1.37人。